# Igreja de Nossa Senhora do Rosário dos Pretos (Recife)
A Igreja de Nossa Senhora do Rosário dos Homens Pretos é um dos mais antigos templos católicos do Recife, sendo o primeiro do bairro de Santo Antônio a ser dedicado a Virgem Maria. Foi fundada entre 1662 e 1667, pela Irmandade de Nossa Senhora do Rosário dos Homens Pretos de Santo Antônio, hoje Confraria, e é pertencente a esta instituição até a atualidade. Se trata de um dos mais importantes templos religiosos do país, por ter suma relevância histórica, artística e social. É também a segunda igreja fundada por uma irmandade de negros do Brasil, após o templo de Olinda. 

## História
A Irmandade de Nossa Senhora do Rosário dos Homens Pretos do Recife, surge em 1654, na Igreja Matriz do Corpo Santo no Bairro do Recife. Após aproximados 8 anos da fundação da Irmandade, os irmãos adquirem um terreno no bairro de Santo Antônio (Atual templo) e iniciam as obras do primitivo templo possivelmente entre os anos de 1662 à 1667.

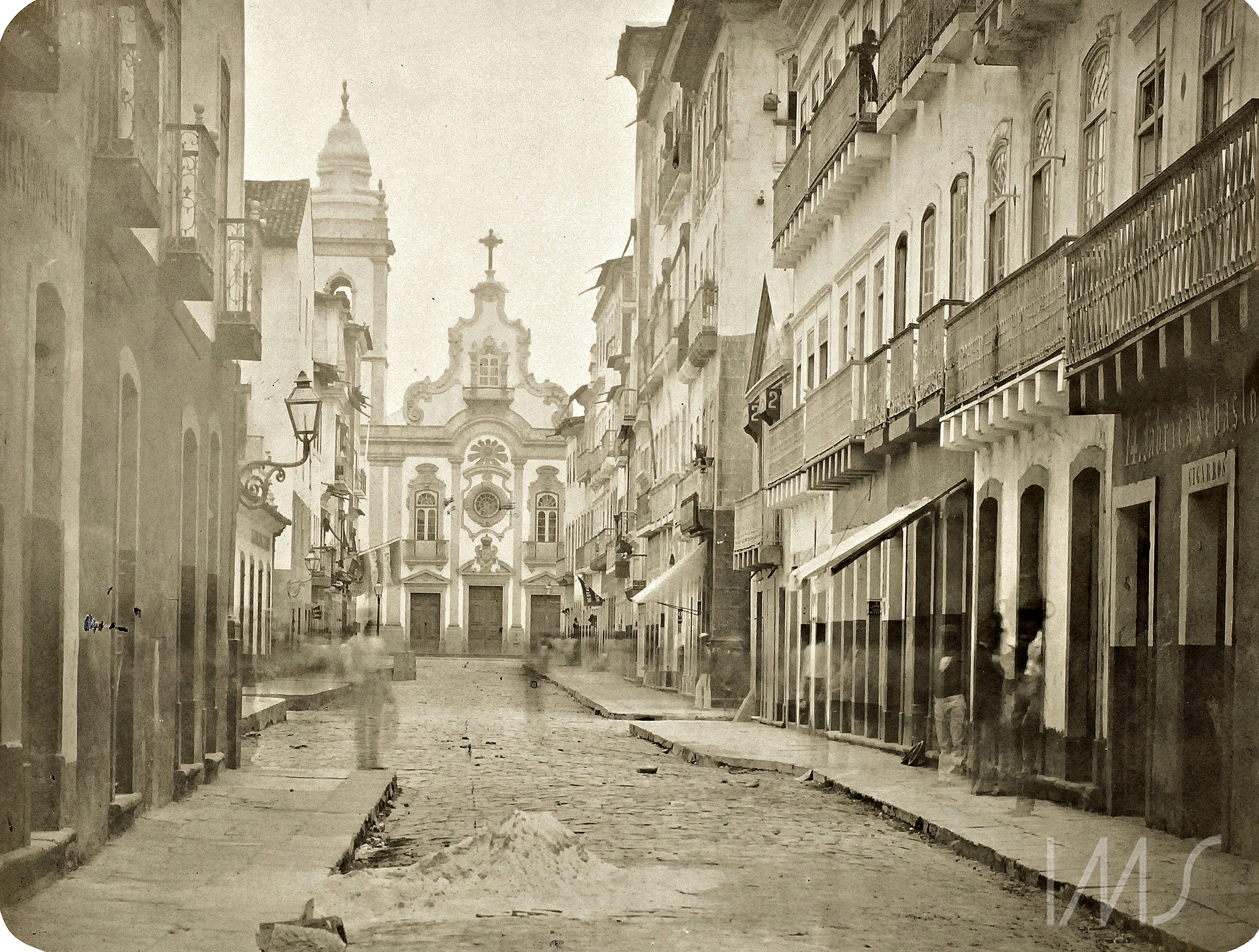
No entorno da Igreja do Rosário dos Pretos do Recife surgiu o primeiro folguedo afro-brasileiro: a congada.

O culto à Nossa Senhora do Rosário foi introduzido na cultura dos escravos africanos no Brasil pelos jesuítas na catequese, para legitimar a religião católica, buscando homens e mulheres negros para a pratica religiosa. A Irmandade dos Homens Pretos do Recife — segunda mais antiga do Brasil, depois da Irmandade dos Homens Pretos de Olinda — foi criada em 1654, logo após a expulsão dos holandeses de Pernambuco, e a igreja teve sua construção entre os anos de 1662 e 1667 no período do reinado de D. Afonso VI de Portugal, venerado por esta instituição. Atual perspectiva do templo é do século XVIII, tendo 1777 a última grande reforma. Trata-se de um dos mais belos templos brasileiros no estilo rococó.
Nos anos de 1950, a igreja passou por diversas reformas promovidas pelo então Serviço do Patrimônio Histórico e Artístico Nacional, atualmente IPHAN, sendo uma delas nos altares na tentativa malsucedida de remover as sucessivas camadas de tinta. No entanto, as remoções de tintas dos altares acabou por remover as camadas originais existentes causando a atual aparência de madeira crua no seu interior. Sabe-se que originalmente todos os altares eram policromados e folheados em ouro devido aos registros dos livros de pagamento do século XVIII da Irmandade do Rosário.
No altar existem poucos santos negros como São Elesbão e Santa Efigênia, pois o IPHAN está sobre a guarda de grande parte do acervo original há vários anos, descaraterizando o conjunto original. A rua transversal da igreja recebeu a denominação de Rua Estreita do Rosário e a da frente Rua Larga do Rosário.